# Джаны-Арык (Бюргендинский айылный аймак)
Джаны-Арык (кирг. Жаңы-Арык) — село в Ноокенском районе Джалал-Абадской области Кыргызстана. Входит в состав Бюргендинского айылного аймака.

## География
Село расположено в южной части области, к западу от реки Майлуу-Суу, вблизи государственной границы с Узбекистаном, на расстоянии приблизительно 24 километров (по прямой) к западу от села Масы, административного центра района. Абсолютная высота — 668 метров над уровнем моря.

## Население
Согласно оценочным данным Национального статистического комитета Кыргызской Республики, численность населения села на начало 2023 года составляла 6031 человек.
| год     | 2009 | 2014 | 2015 | 2020 | 2021 | 2023 |
| ------- | ---- | ---- | ---- | ---- | ---- | ---- |
| человек | 5861 | 4985 | 5380 | 5769 | 5859 | 6031 |